# Philodryas baroni
Philodryas baroni es una especie de serpiente de la familia Dipsadidae. Se caracteriza por una extensión de las escamas rostrales, siendo las de los machos más desarrolladas que las de las hembras. La coloración es más bien variable. Se han reconocido especímenes verdes, azulados o marrones. El diseño puede ser uniforme o con rayas negras en la parte dorsal, en el tercio anterior del cuerpo. En el diseño general, poseen una línea negra que comienza en las escamas rostrales y se extiende hacia atrás pasando por debajo de las escamas labiales. Esta línea se extiende más o menos hacia la parte posterior del cuerpo dependiendo del espécimen. La zona ventral, bajo la línea negra, puede ser blanca o blanca amarillenta. También pueden encontrarse ejemplares con un verde claro bajo la mandíbula inferior.

## Veneno
P. Baroni no parece tener un veneno muy potente, incluso puede no tener síntomas notorios más que incomodidad.

## Comportamiento
Philodryas Baroni tiene un relativamente interesante comportamiento diurno. Es una serpiente que muestra una intensa actividad durante el día, claramente prefiriendo la parte elevada del terrario. 

## Descripción
Philodryas baroni puede alcanzar una longitud total (incluida la cola) de aproximadamente 150–180 centímetros. Los machos son más pequeños que las hembras. La longitud de la cola es aproximadamente el 30% de la longitud total del cuerpo. Esta especie es la más larga conocida en el género Philodryas. La cabeza es pequeña y alargada, con una extensión de la escala rostral, formando una pequeña protuberancia nasal flexible más desarrollada en los machos. La coloración del cuerpo es bastante variable. Por lo general, es verde, pero se han encontrado ejemplares que tienden a azul o marrón. El patrón puede ser uniforme o con rayas largas longitudinales negras en la espalda y en los lados, en el tercio anterior del cuerpo. El área ventral debajo de las líneas laterales negras puede ser blanca o de color blanco amarillento, a veces con tonos de verde o azul.

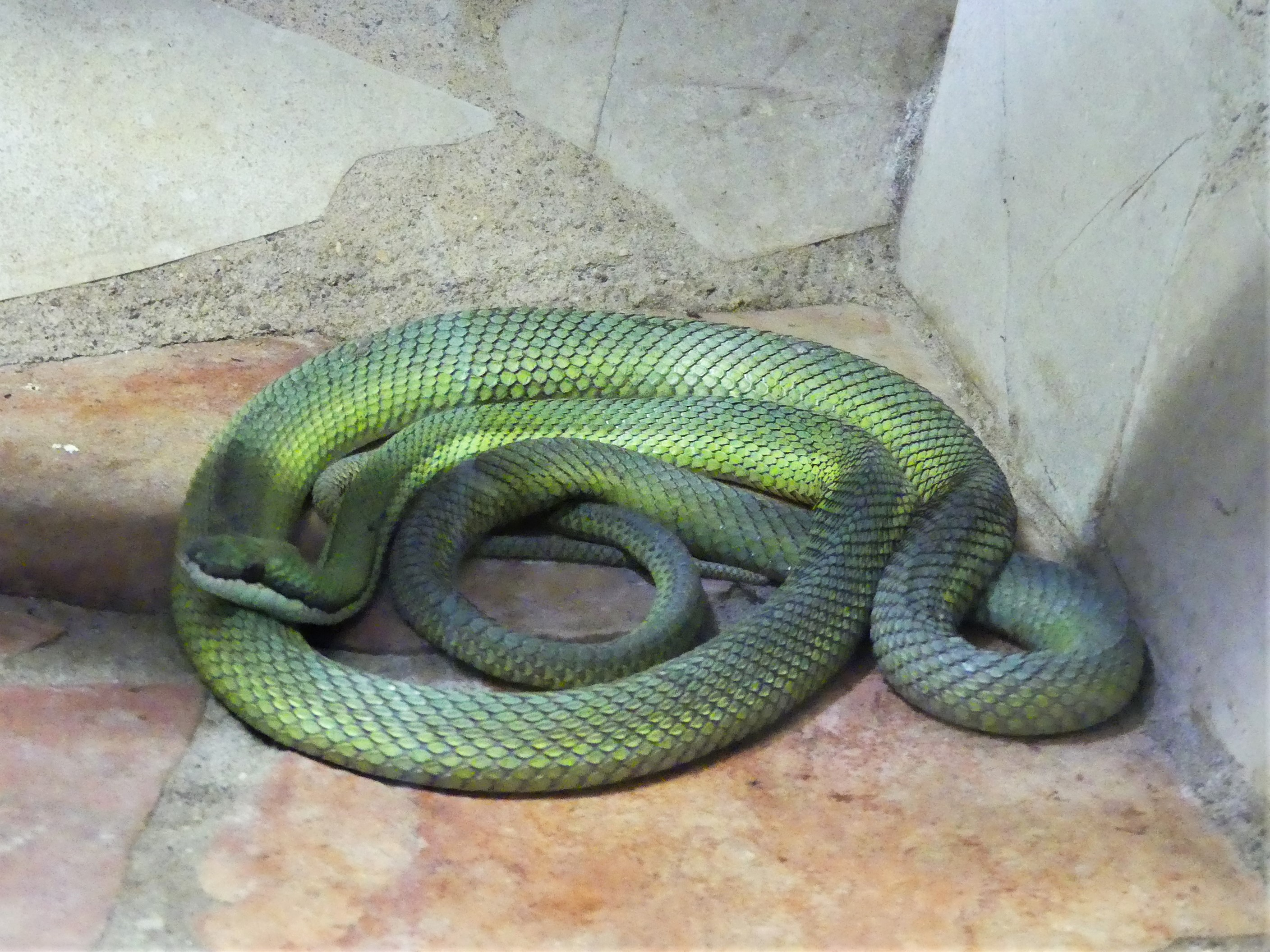
Philodryas baroni enrollada

Es estrictamente arborícola.

## Distribución
Argentina, Bolivia y Paraguay. 

## Carácter
Al contrario de muchas otras Philodryas, P. Baroni demuestra escasas o ninguna muestra de agresividad, durante su manipulación se observaron pocos casos de ataques o actitudes intimidatorias.

## Temperatura
Tiene una preferencia de entre 26 y 28 °C. La temperatura nocturna debe bajar hasta los 20 °C.

## Alimentación
Los juveniles comen mamones de ratones con rapidez. En presas vivas no se observan reacciones particulares.

## Terrario
Considerando el tamaño y la importante actividad de esta serpiente, el terrario debe ser grande. Una base de 100X50 cm y 1 m de altura parece ser el mínimo para una pareja de adultos. Lianas y otras plantas pueden ser usadas. Aunque yo aconsejó usar plantas artificiales, pueden usarse plantas naturales como Ficus o epifitas, con lianas robustas como soporte. Todo esto sujetado fuertemente.